# Lilibeth Chacón
Lilibeth del Carmen Chacón García (San Rafael del Piñal (Táchira), 1 maart 1992) is een Venezolaans wielrenster die zowel op de baan als op de weg rijdt.

## Carrière
Op amper 20-jarige leeftijd boekte ze haar eerste zeges op internationale toernooien, zoals de Pan-Amerikaanse kampioenschappen baanwielrennen en de Pan-Amerikaanse Spelen. Tussen 18 mei 2014 en 17 mei 2016 was Chacón geschorst door de UCI wegens een positieve dopingtest. Volgens de Venezolaanse wielerbond was dit de doorslaggevende reden dat ze in 2016 niet mocht deelnemen aan de Olympische Spelen van dat jaar die in Rio de Janeiro werden gehouden. Na haar terugkeer bleek ze op de baan minder succesvol dan voorheen. Enkel op de Centraal-Amerikaanse en Caraïbische Spelen en Zuid-Amerikaanse Spelen won ze nog twee medailles. Op de weg werd ze in datzelfde jaar voor het eerst nationaal kampioen tijdrijden. Daarnaast won ze in haar carrière meerdere etappes en klassementen in de rondes van Colombia, Costa Rica en Guatemala. Ze nam vijfmaal deel aan de wereldkampioenschappen wielrennen, met als beste resultaat een 60e plek in 2011.

## Palmares

### Baan
| Jaar      | VK             | P-AK                                                     | WK             | Overige                                                                                                |
| Als elite | Als elite      | Als elite                                                | Als elite      | Als elite                                                                                              |
| --------- | -------------- | -------------------------------------------------------- | -------------- | --- |
| 2011      |                | puntenkoers · ploegenachtervolging                       |                | Pan-Amerikaanse Spelen: 4e ploegenachtervolging                                                        |
| 2012      |                | scratch · ploegenachtervolging · 10e puntenkoers         |                | |
| 2013      | Geen deelnames | Geen deelnames                                           | Geen deelnames | Geen deelnames                                                                                         |
| 2014      |                | ploegenachtervolging · 6e puntenkoers · 8e achtervolging |                | Centraal-Amerikaanse en Caraïbische Spelen: · puntenkoers · 6e achtervolging                           |
| 2015      | Geen deelnames | Geen deelnames                                           | Geen deelnames | Geen deelnames                                                                                         |
| 2016      | puntenkoers    |                                                          |                | |
| 2017      |                | 5e scratch 6e achtervolging 9e puntenkoers               |                | |
| 2018      |                | 5e koppelkoers 5e puntenkoers                            |                | Centraal-Amerikaanse en Caraïbische Spelen: · puntenkoers · 4e ploegenachtervolging · 5e achtervolging |
| 2019      | Geen deelnames | Geen deelnames                                           | Geen deelnames | Geen deelnames                                                                                         |
| 2020      | Geen deelnames | Geen deelnames                                           | Geen deelnames | Geen deelnames                                                                                         |
| 2021      | Geen deelnames | Geen deelnames                                           | Geen deelnames | Geen deelnames                                                                                         |
| 2022      |                |                                                          |                | Zuid-Amerikaanse Spelen: · ploegenachtervolging · omnium                                               |
| 2023      |                |                                                          |                | Centraal-Amerikaanse en Caraïbische Spelen: · ploegenachtervolging · 4e omnium · 4e teamsprint         |

### Weg
2014
 Tijdrit op de Centraal-Amerikaanse en Caraïbische Spelen
2017
 Venezolaans kampioene tijdrijden, elite
Bergklassement Ronde van Colombia
2018
5e etappe Ronde van Colombia
2019
1e etappe Ronde van Venezuela
Eindklassement Ronde van Venezuela
2021
1e, 3e, 4e en 5e etappe Ronde van Colombia
Eind-, punten- en bergklassement Ronde van Colombia
2022
 Venezolaans kampioene tijdrijden, elite
 Pan-Amerikaans kampioene tijdrijden, elite
 Tijdrit op de Zuid-Amerikaanse Spelen
2023
1e en 3e etappe Ronde van Guatemala
Eind- en bergklassement Ronde van Guatemala
 Tijdrit op de Centraal-Amerikaanse en Caraïbische Spelen
 Venezolaans kampioene tijdrijden, elite
 Venezolaans kampioene op de weg, elite
3e etappe Ronde van Colombia
Eind- en bergklassement Ronde van Colombia
1e, 2e, 3e en 4e etappe Ronde van Costa Rica
Eind-, punten- en bergklassement Ronde van Costa Rica
2024
5e etappe Ronde van Colombia
Eind- en bergklassement Ronde van Colombia

#### Resultaten in voornaamste wedstrijden
|      | \| Jaar \| Ronde van Vlaanderen \| Strade Bianche \| Trofeo Alfredo Binda \| \| WK op de weg \| \| ---- \| -------------------- \| -------------- \| -------------------- \| \| ------------ \| \| 2011 \| \| \| \| \| 60e \| \| 2012 \| \| \| \| \| 80e \| \| 2013 \| opgave \| \| opgave \| \| opgave \| \| 2014 \| \| \| \| \| \| \| 2015 \| \| \| \| \| \| \| 2016 \| \| \| \| \| \| \| 2017 \| \| \| \| \| \| \| 2018 \| \| opgave \| opgave \| \| \| \| 2019 \| \| \| \| \| \| \| 2020 \| \| \| \| \| \| \| 2021 \| \| \| \| \| \| \| 2022 \| \| \| \| \| \| \| 2023 \| \| \| \| \| 75e \| \| 2024 \| \| \| \| \| opgave \| |                |                      |  |              |
| Jaar | Ronde van Vlaanderen | Strade Bianche | Trofeo Alfredo Binda |  | WK op de weg |
| 2011 | |                |                      |  | 60e          |
| 2012 | |                |                      |  | 80e          |
| 2013 | opgave |                | opgave               |  | opgave       |
| 2014 | |                |                      |  |              |
| 2015 | |                |                      |  |              |
| 2016 | |                |                      |  |              |
| 2017 | |                |                      |  |              |
| 2018 | | opgave         | opgave               |  |              |
| 2019 | |                |                      |  |              |
| 2020 | |                |                      |  |              |
| 2021 | |                |                      |  |              |
| 2022 | |                |                      |  |              |
| 2023 | |                |                      |  | 75e          |
| 2024 | |                |                      |  | opgave       |